# Elmwood Place (Ohio)
Pour les articles homonymes, voir Elmwood.
Elmwood Place est un village américain situé dans le comté de Hamilton, dans l'Ohio. Selon le recensement de 2010, sa population est de 2 188 habitants.